# René Préval
Pour les articles homonymes, voir Préval (homonymie).
René Préval, né le 17 janvier 1943 à Port-au-Prince (Haïti) et mort le 3 mars 2017 à Pétion-Ville (Haïti), est un homme d'État haïtien.
En 1991, sous la présidence de Jean-Bertrand Aristide, il est pendant quelques mois Premier ministre du pays.
Il est ensuite président de la République à deux reprises, de 1996 à 2001 et de 2006 à 2011. À la tête d’Haïti, il promeut la privatisation d’entreprises publiques, une réforme agraire et des enquêtes sur les violations des droits de l'homme. Ses mandats sont également marqués par des difficultés intérieures, notamment économiques, et par le très meurtrier tremblement de terre de 2010.
Membre du Fanmi Lavalas à partir des années 1990, il fonde en 2005 le Front de l'espoir, parti de droite conservatrice par la suite devenu Inite. Il rejoint en 2015 un nouveau parti de droite, l'Alliance démocratique.

## Biographie

### Origines
Son père, Claude Préval, également agronome, avait été sous-secrétaire d'État de l'Agriculture dans le gouvernement du général Paul Magloire, le prédécesseur de Duvalier. Devant quitter Haïti, son passé politique en faisant un opposant potentiel au nouveau régime, son père travailla pour des agences onusiennes en Afrique.

### Vie privée
René Préval s'est marié en décembre 2009 avec Élisabeth Débrosse, l'une de ses conseillers économiques et veuve de Leslie Delatour, ancien gouverneur de la Banque de la république d'Haïti (BRH). Il avait été auparavant marié à Guerda Benoit puis à Solange Lafontant, dont il avait divorcé tour à tour.

### Carrière professionnelle
Il étudie la gestion et l'agronomie en Belgique, à Gembloux puis à l'université de Louvain et étudie également la biologie à l'université de Pise à Pise en Italie.
Après avoir passé cinq années à Brooklyn à New York, où il travaille occasionnellement comme serveur dans un restaurant, René Préval retourne en Haïti et obtient un poste à l'Institut national des ressources minérales. Il s'implique dans les travaux sur l'agriculture de la société haïtienne. Après quelques années, il ouvre une boulangerie à Port-au-Prince avec quelques associés. Tout en gérant sa société, il continue d'être actif dans des cercles politiques et dans les actions caritatives, comme la fourniture de pain pour l'orphelinat du père salésien Jean-Bertrand Aristide, dont il deviendra très proche.

### Premier ministre
Après l'élection d'Aristide comme président d'Haïti en 1990, Préval devient son Premier ministre du 13 février au 11 octobre 1991, partant en exil à la suite du coup d'État militaire du 30 septembre.

### Président de la République

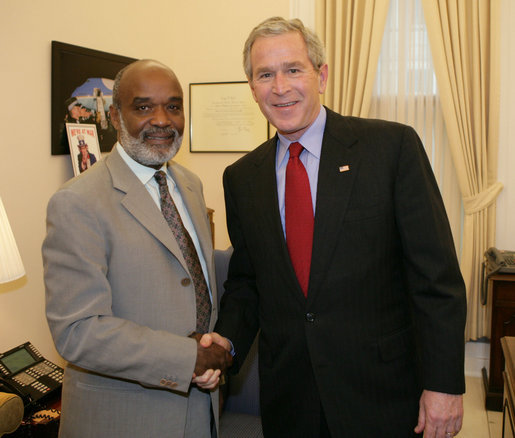
George W. Bush et René Préval en 2006, à la Maison-Blanche.

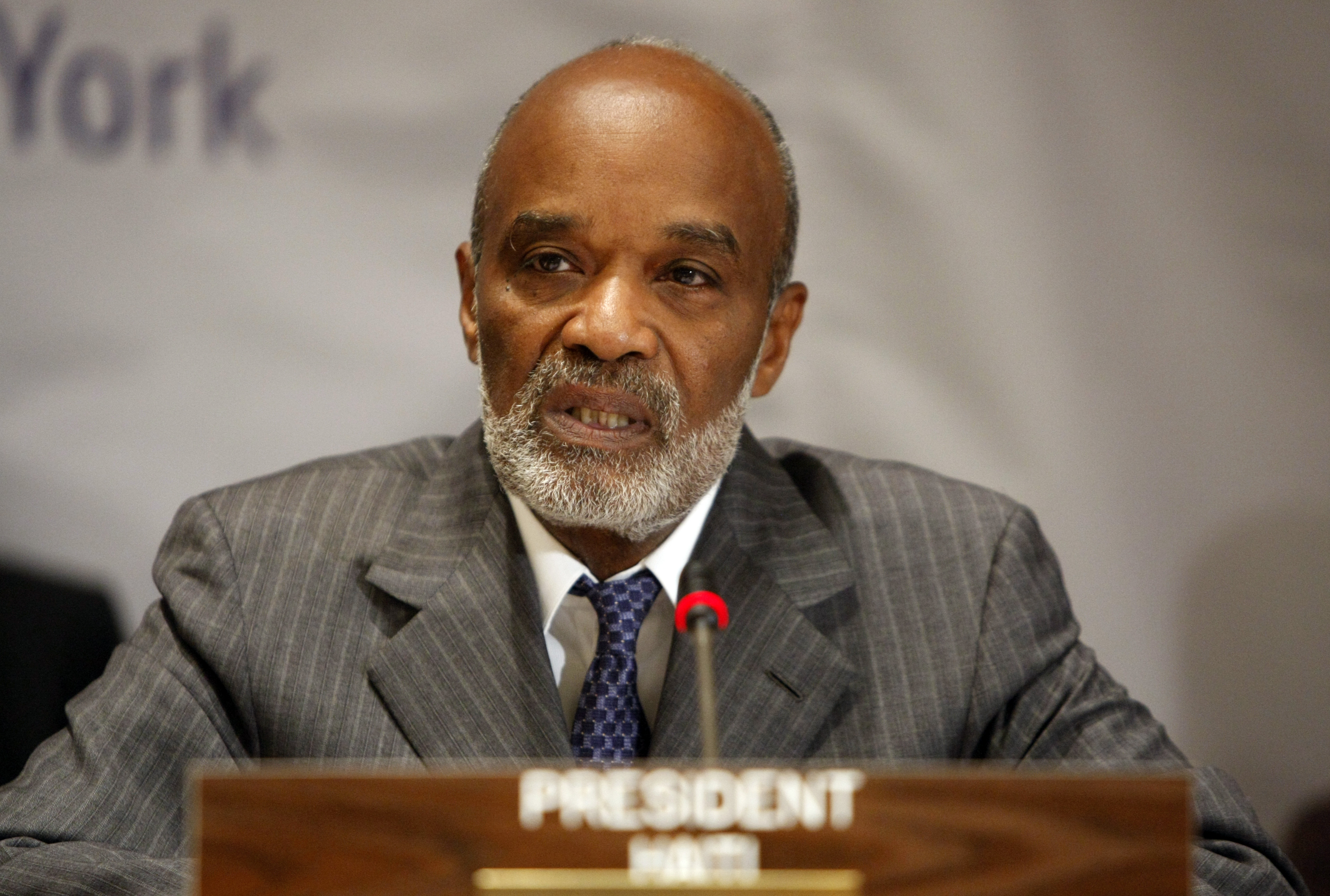
René Préval en 2010.

René Préval succède à la présidence à Jean-Bertrand Aristide le 7 février 1996, pour un mandat de cinq ans qui s'achève le 7 février 2001 ; Jean-Bertrand Aristide lui succède.
Le 7 février 2006, René Préval est à nouveau candidat à l'élection présidentielle pour un second mandat, qu'il remporte dès le premier tour avec 51,15 %. Proclamé vainqueur de l'élection présidentielle le 16 février après un accord entre le gouvernement intérimaire et la commission électorale, il est investi le 14 mai 2006, succédant au président provisoire Boniface Alexandre, sous l'étiquette du parti Alliance démocratique ou Alyans en créole haïtien regroupant les mouvements politiques suivants l'ESKANP, le Pati Louvri Baryè (PLB), le Comité de Résistance de la Grande Anse, le Mouvement Paysans du Plateau Central et le Mouvement Counbite du Sud-Est. 
En décembre, quelques mois après avoir retrouvé son poste, il passe des examens médicaux à Cuba qui indiquent qu'il est atteint d'un cancer de la prostate. Le traitement est un succès et René Préval reste en fonction.
Le 12 janvier 2010, la ville de Port-au-Prince est frappée par un violent tremblement de terre qui détruit le Palais national, sa résidence. Après le séisme, qui a détruit la capitale et causé, selon lui, la mort de 300 000 personnes, l'ambassadeur d'Haïti aux États-Unis, annonce que le président et son épouse étaient sortis indemnes et qu'ils avaient été transférés vers un lieu sûr de l'île.
Son mandat prend fin un an plus tard, le 14 mai 2011. Michel Martelly lui succède.

### Mort
Il meurt le 3 mars 2017, à l’âge de 74 ans. Les résultats de son autopsie concluent à une mort des suites d’une bronchopneumopathie chronique obstructive. Gros fumeur, il avait des poumons en mauvais état.